# Clovia vittifrons
Clovia vittifrons är en insektsart som beskrevs av Carl Stål 1870. Clovia vittifrons ingår i släktet Clovia och familjen spottstritar. Inga underarter finns listade i Catalogue of Life.